# Thakhek
Thakhek (laosky: ທ່າແຂກ) je hlavní město laoské provincie Khammouane, ležící v centrální části Laosu na řece Mekong. Na protější straně řeky je thajské město Nakhon Phanom.
Ve městě je mnoho budov a obchodů postavených ve francouzském koloniálním stylu. Na místním tržišti byla vědci poprvé spatřena laoská skalní krysa. Poblíž města jsou pozůstatky neúspěšné stavby železnice, která měla spojovat město s vietnamskou provincií Quảng Bình. V roce 2009 začala stavba Třetího mostu thajsko-laoského přátelství, který má spojovat Thakhek s městem Nakhon Phanom.
Žije zde přibližně 70 tisíc obyvatel.

## Galerie

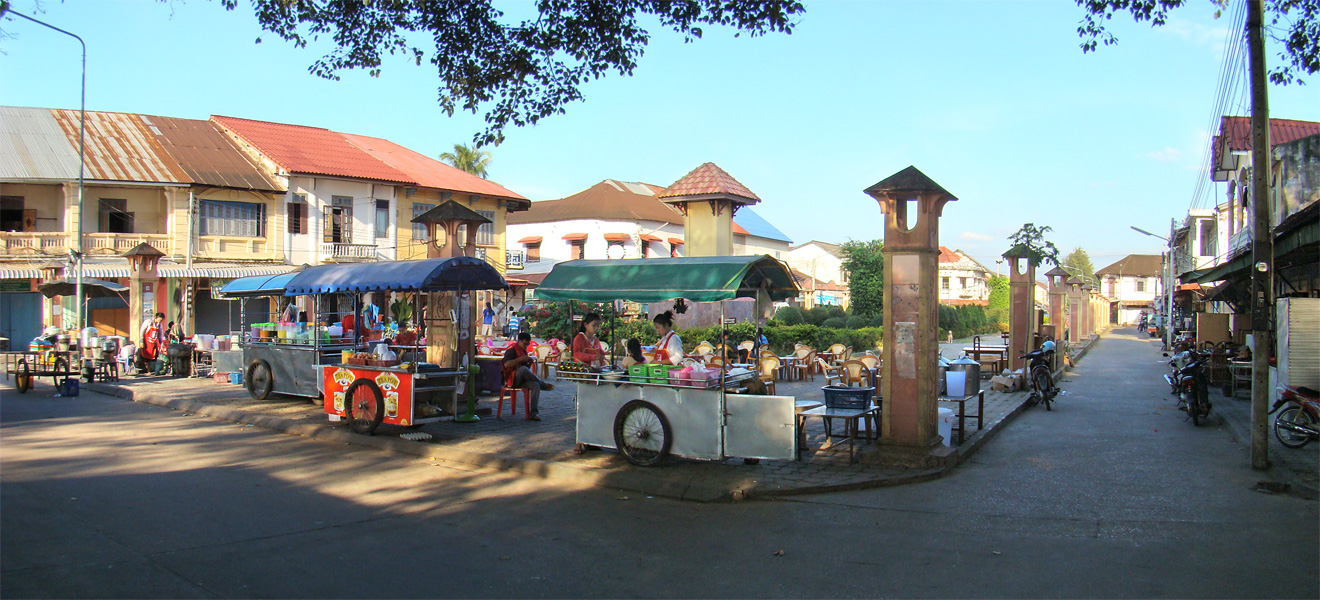
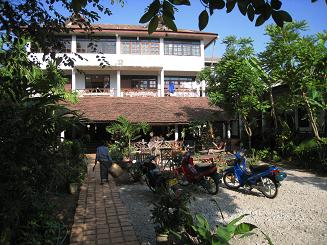
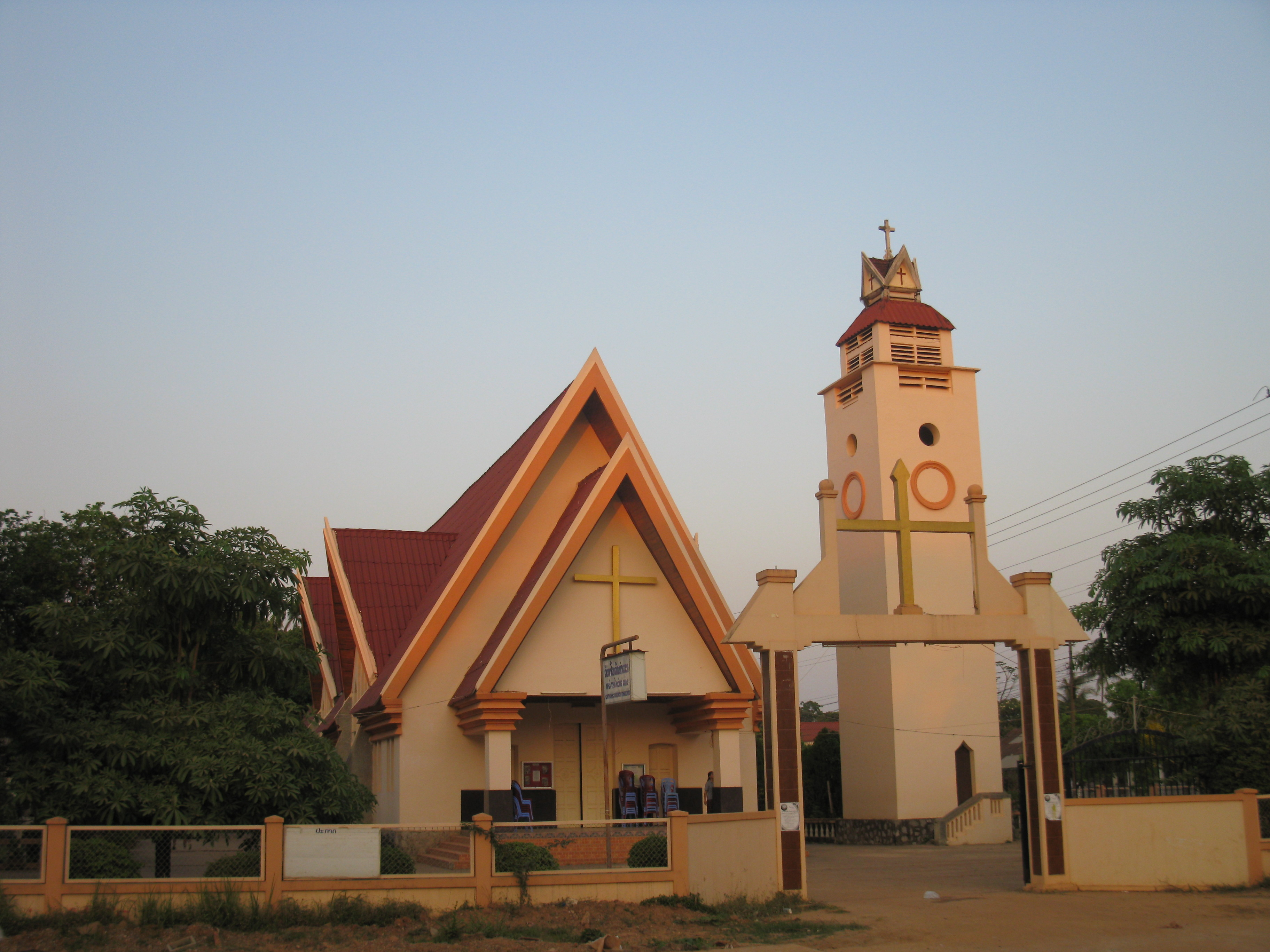
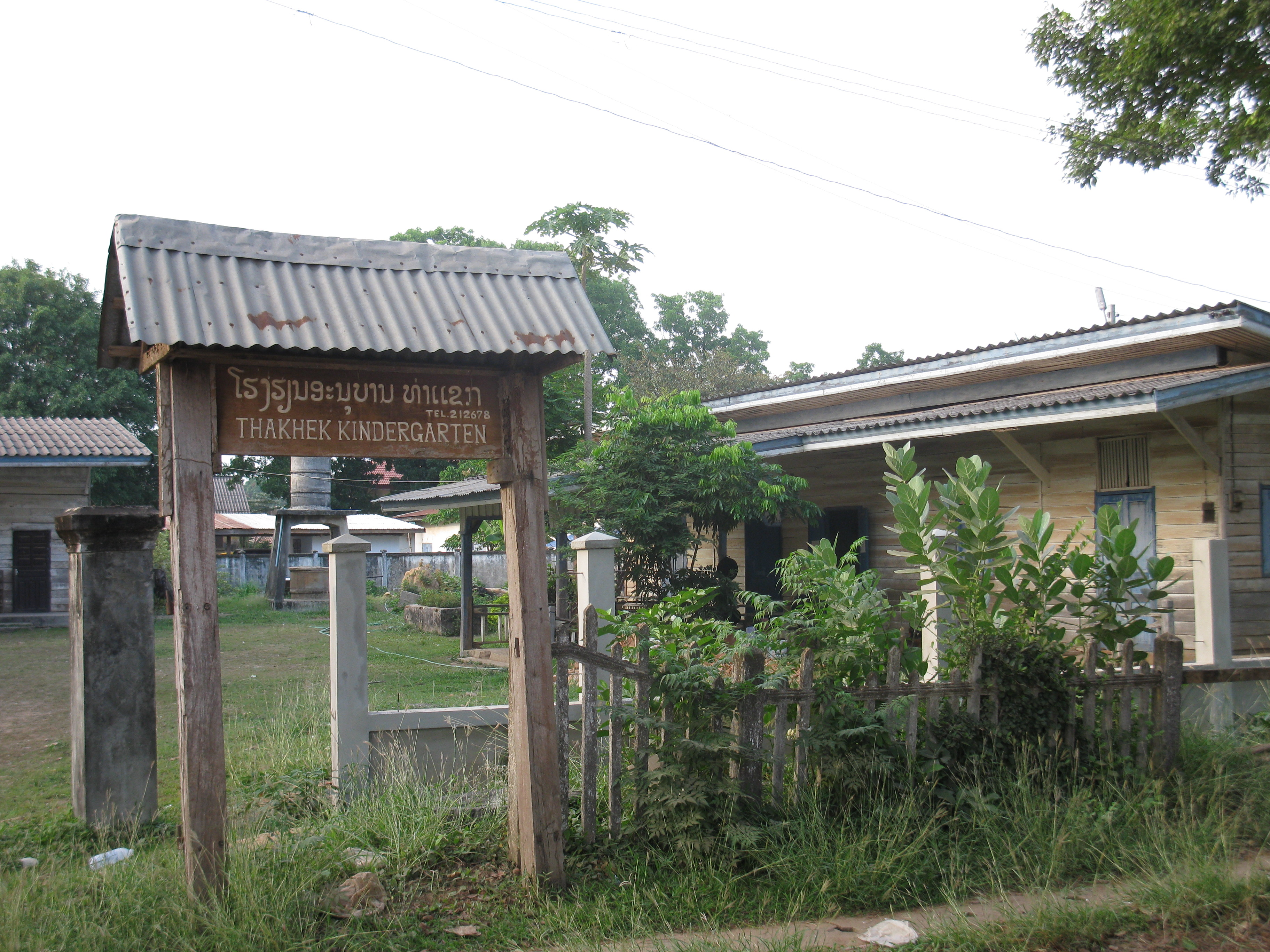